# Pogonatum otaruense
Pogonatum otaruense är en bladmossart som beskrevs av Bescherelle 1893. Pogonatum otaruense ingår i släktet grävlingmossor, och familjen Polytrichaceae. Inga underarter finns listade i Catalogue of Life.